# Scatologie in de literatuur
In de literatuur is scatologie de studie van het gebruik van verwijzingen naar afvalstoffen van het lichaam, inbegrepen darmgassen of die delen van het lichaam die betrokken zijn bij het proces van eliminatie van afvalstoffen, en alles daaromheen (bijvoorbeeld toiletten). Het aanwenden van scatologische elementen in de literatuur beoogt vaak het choqueren van de lezer, die niet gewend is dat er openlijk over dergelijke zaken wordt gesproken. Het wordt dan ook al sinds de oudheid vooral door satiristen als wapen ingezet.

## Oudheid
Reeds Aristophanes bracht in zijn komedie Nephelai (De Wolken) uit 423 v.Chr. flatulentie op het toneel. Romeinse satirische schrijvers schrokken er evenmin voor terug. De oude Romeinen hadden zelfs goden van afval en drek, Stercutius en Crepitus, en Cloacina was de godin van de riolen. In een van Horatius' satires (1.8) (ca. 35 v. Chr) jaagt Priapus de heksen weg door zijn houten standbeeld te laten kraken "als een barstende blaas". Marcus Valerius Martialis maakte in zijn epigrammen (84-103 na Chr.) af en toe ook gebruik van scatologische elementen. Zo vertelt hij hoe een man zich ontlast in een container van goud, terwijl hij drinkt uit een simpel glas, en dus meer investeert in zijn excrementen dan in zijn voeding. Juvenalis was berucht vanwege zijn met uitwerpselen doorspekte verbale aanvallen. In zijn satires (ca. 98-140) verschijnen pispotten als een middel om menselijke aanspraken op grootheid te weerleggen.

## Middeleeuwen en renaissance
In de middeleeuwen was voor de Kerk een verwijzing naar excrementen een metafoor voor de duivel en de zonden waartoe hij aanzet. Zo vormen stinkende uitwerpselen in Dantes Inferno een schokkende metafoor voor het kwaad in deze wereld. Dante associeert alleen zondaars met excrement, maar Maarten Luther ziet ieder menselijk lichaam als waardeloos, als niets meer dan een combinatie van uitwerpselen, urine, slijm en zweet. Het feit dat het water bij het baden vies wordt is voor hem het bewijs dat het menselijk lichaam is samengesteld uit niets anders dan vuiligheid. De wereld wordt geregeerd door de duivel, en de enige manier om hieraan te ontsnappen is het geloof in God. Immers: na het Laatste Oordeel volgt voor de uitverkorenen de opstanding en valt het vuile lichaam van de mens weg.
François Rabelais was een meesterlijk satirist die scatologisch materiaal verweefde in zijn romans over Gargantua en Pantagruel (1532-1564). Rabelais beschrijft met zichtbaar genoegen hoe de drie-tot vijf jaar oude Gargantua zijn individualiteit behoudt door niet zindelijk te willen worden. Zo plast hij onder andere in zijn schoenen en ontlast hij zich in zijn hemd. Ook monniken en filosofen moeten het bij hem ontgelden: monniken zijn eters van vuilnis zodat hun kloosters de latrines van de wereld zijn (1, hoofdstuk 40), en filosofen extraheren scheten uit een dode ezel om ze vervolgens te verkopen (5, hoofdstuk 22).

## 17e eeuw
In de 17e eeuw was er in Europa nog geen fatsoenlijke riolering. Wat dat betreft bleef men er in de steden nog middeleeuwse praktijken op na houden, zoals het leegstorten van emmers op straat. De mensen bleven in bijzonder onhygiënische omstandigheden leven en hierdoor is het niet verwonderlijk dat ook in de literatuur de traditie van de scatologie bleef bloeien.
In Molières komedie Le malade imaginaire (De ingebeelde zieke, 1673), moppert een hypochonder een hele scène over het gebruik en het effect van klysma's.
Bij Hans Jakob Christoffel von Grimmelshausens Der abenteuerliche Simplicissimus (1669) speelt mest een belangrijke rol in het leven van het als boer geboren hoofdpersonage.